# Benaurances

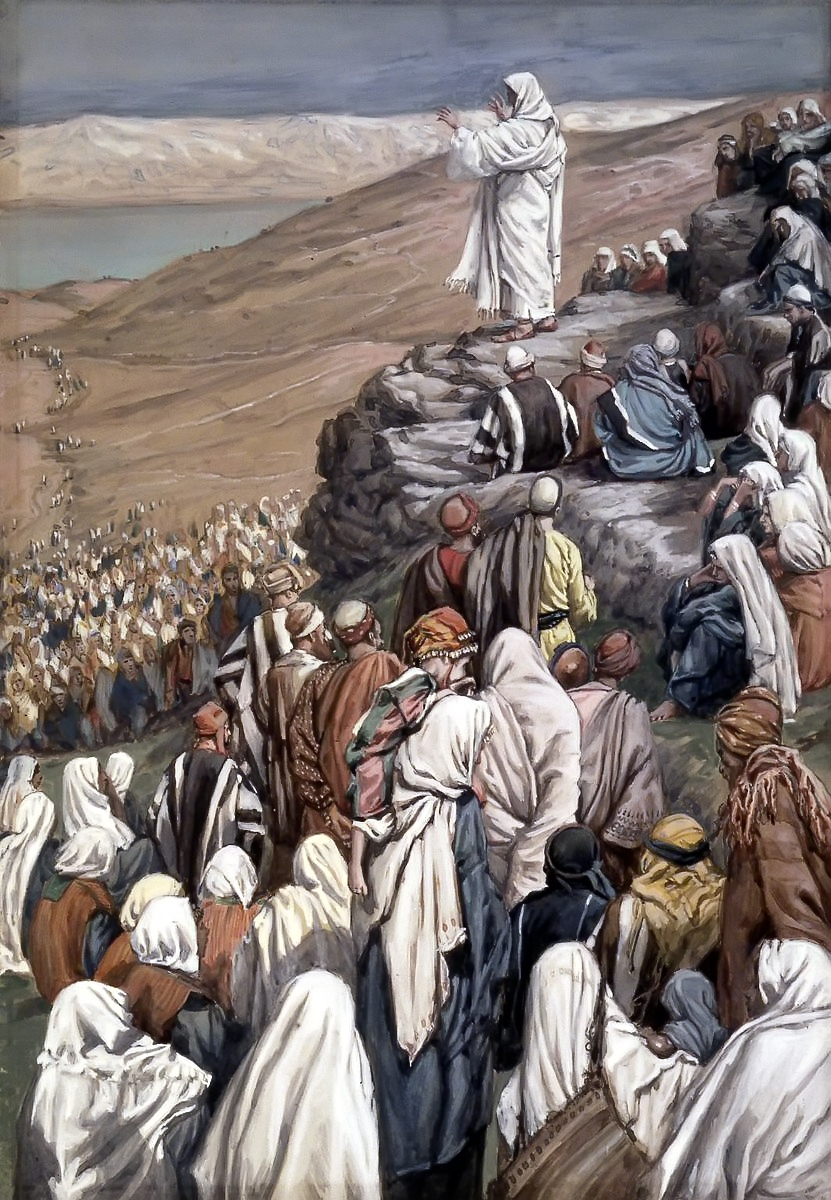
El Sermó de les Benaurances (1886-96) de James Tissot de la sèrie 'La Vida de Crist', Museu de Brooklyn. Datat entre 1886 i 1896

Segons la tradició cristiana, les benaurances són les dites més conegudes del Sermó de la muntanya que Jesús de Natzaret va pronunciar, d'acord amb els registres dels evangelis segons Mateu i segons Lluc. Les benaurances descriuen les característiques de les persones que són considerades beneïdes per Déu, o que van trobar felicitat espiritual per tenir dita característica, sota un estàndard "celestial". La paraula tradicional catalana "benaurança", s'ha traduït de μακαριος makarios en el grec original. Una traducció més completa seria "posseint contentació interna i un goig que no és afectat per les circumstàncies físiques".
S'han trobat dites similars en els Manuscrits de la mar Morta, que van ser escrits abans del naixement de Jesucrist.

## Les Benaurances
Aquestes són les benaurances registrades a l'Evangeli segons Mateu 5:3-12:
- Feliços vosaltres quan, per causa meva, us insultaran i us perseguiran i malparlaran falsament de vosaltres. Estigueu alegres i contents, perquè la vostra recompensa és valuosa en el cel, ja que de la mateixa manera van perseguir els profetes que us han precedit.
- Feliços els pobres en l'esperit, perquè d'ells és el Regne del Cel.
- Feliços els humils, perquè posseiran la terra.
- Feliços els qui ploren, perquè seran consolats.
- Feliços els qui tenen fam i set de justícia, perquè seran saciats.
- Feliços els compassius, perquè seran compadits.
- Feliços els nets de cor, perquè veuran Déu.
- Feliços els qui s'esforcen per la pau, perquè seran anomenats fills de Déu.
- Feliços els perseguits a causa de la justícia, perquè d'ells és el Regne del Cel.